# Panda moor

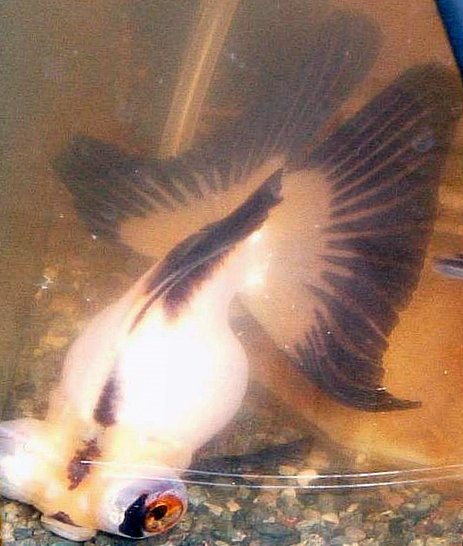

Panda moor – odmiana hodowlana chińskiej populacji złotej rybki wywodzącej się od jednego z podgatunków karasia złocistego (Carassius auratus auratus).
Ich nazwa wiąże się z wyglądem, ponieważ są kolorów pandy.